# Johnny « Guitar » Watson
Pour les articles homonymes, voir John Watson et Watson.
Johnny « Guitar » Watson (3 février 1935 à Houston, Texas, États-Unis – 17 mai 1996 à Yokohama, Japon) est un musicien américain dont la longue carrière a influencé le développement du blues, de la musique soul, du rhythm and blues, du funk, du rock et du rap.

## Biographie
John Watson Jr. naît à Houston au Texas. 
Son père, John Watson Sr., est pianiste et enseigne le piano à son fils. Mais John Watson Jr. est attiré par la guitare électrique telle qu'elle est pratiquée par les guitaristes du Texas, T-Bone Walker et Clarence Gatemouth Brown. Surnommé « Guitar », Johnny Watson grandit à Los Angeles au son du jazz blues de Lowell Fulson, Dexter Gordon, B.B.King, Dizzy Gillespie, T-Bone Walker, Charlie Parker, Count Basie ou encore Clarence Brown. Il se lance sous le nom de Young John Watson, d'abord au piano puis à la guitare après avoir trouvé son style en tournée avec Guitar Slim.
À 17 ans, le 20 janvier 1953, il enregistre son premier titre Highway 60 sur le label Federal Records. C'est son morceau Space Guitar sorti en 1954 qui va le faire connaître par l'utilisation innovante du feedback et du reverb.
En 1955, il part en tournée avec The Olympics (en), Don and Dewey (en) et Little Richard.
Dans les années soixante, il s'associe à Larry Williams avant de passer au disco-funk.
En 1973 et 1975, il sort deux albums funk/soul sur le label Fantasy Records (prémices de son nouveau son) avant d'embarquer pour une longue carrière dans le funk/disco sur DJM Records.
De ces deux albums chez Fantasy, le single I Don't Want To Be A Lone Ranger se distingue en 1975, classé dans les charts américains (#99 au Hot 100 et #28 au Top R&B).
En 1978 et 1979, il sort deux albums principalement instrumentaux (DJM Records) sous le nom de Watsonian Institute (Master Funk et ExtraDiscoPerception), avec son groupe composé de Tommy Robertson (percussion, trombone), Bobby Howard (basse), Gip Noble (orgue), Randy Redman (chant) et Emry Thomas (batterie).
Dans les années 1980, touché par le suicide de son ami Larry Williams le 7 janvier 1980, ses apparitions se font plus rares.
Le 14 juillet 1990 et le 11 juillet 1993, il se produit au festival North Sea Jazz Festival de Rotterdam.
En 1993, il participe au remix officiel du titre Let Me Ride de Dr. Dre avec un solo de guitare.
En 1995, à la suite de la sortie de son nouvel album Bow Wow, il est nommé aux Grammy Awards et entame une tournée notamment aux États-Unis, la première depuis 14 ans.

### Décès
Johnny « Guitar » Watson  donne un concert le 17 mai 1996 au Ocean Boulevard Blues Cafe de Yokohama au Japon, quand il s'écroule sur scène victime d'un malaise. Transporté à l'hôpital, il succombe.
Son décès intervient deux mois après avoir obtenu la distinction « Pioneer Award » de la Rhythm and Blues Foundation remise au Hollywood Palladium de Los Angeles.

### Héritage
Frank Zappa le considérait comme l'un des guitaristes l'ayant le plus influencé. Johnny « Guitar » Watson participa à plusieurs enregistrements de Zappa : One Size Fits All (1975), Thing-Fish (1984) et Frank Zappa Meets the Mothers of Prevention (1986), notamment.
Il a également influencé le jeu des guitaristes Jimi Hendrix et Stevie Ray Vaughan.
En France, Johnny Hallyday a repris deux titres de Watson : en 1963 Excuse-moi partenaire (Cuttin' In) et en 1964 Pour moi tu es la seule (Sweet Lovin' Mama). Johnny Hallyday enregistre une version alternative de ce titre en 1970 ; restée inédite jusqu'en 1992, elle figure sur le CD Inédits & Raretés 1970-1979, du coffret Johnny History.
En 1991, le titre The Institute de Watsonian Institute (album Master Funk) sera samplé par MC Solaar et Jimmy Jay sur le titre Matière Grasse Contre Matière Grise sur l'album Qui sème le vent récolte le tempo.
En mai 2016, sa fille Virginia organise la première édition de la « Johnny Guitar Watson Heart For Music Foundation Celebration » à Los Angeles, réunion caritative pour récolter des fonds pour des programmes d'éducation musicale pour la jeunesse, en présence de Lenny Williams, Raphael Saadiq, Chico DeBarge, Marla Gibbs, Mary Wilson, David Ritz, Vanessa Bell Calloway, Lynne Fiddmont, Howard Hewett, YoYo, Glynn Turman, Meshell Ndegeocello, Doyle Bramhall II, Larry B Scott, Barbara Morrison.
Son fils, De Jon Pierre Watson (né le 22/04/1966) travaille dans le milieu du Baseball, notamment aux Washington Nationals comme assistant de Mike Rizzo.

## Albums

### Albums studio
- 1957 : Gangster of Love
- 1963 : I Cried for You
- 1963 : Johnny Guitar Watson [King]
- 1964 : The Blues Soul of Johnny Guitar Watson
- 1965 : Larry Williams Show with Johnny Guitar Watson
- 1967 : Bad
- 1967 : In the Fats Bag
- 1967 : Two for the Price of One
- 1973 : Listen
- 1975 : I Don't Want to Be a Lone Ranger
- 1975 : The Gangster Is Back
- 1976 : Ain't That a Bitch
- 1976 : Captured Live
- 1977 : A Real Mother for Ya
- 1977 : Funk Beyond the Call of Duty
- 1978 : Giant
- 1978 : Gettin' Down with Johnny "Guitar" Watson
- 1978 : Master Funk (sous le nom Watsonian Institute)
- 1979 : Extra Disco Perception (sous le nom Watsonian Institute)
- 1979 : What the Hell Is This?
- 1980 : Love Jones
- 1981 : Johnny "Guitar" Watson and the Family Clone
- 1982 : That's What Time It Is
- 1984 : Strike on Computers
- 1985 : Hit the Highway
- 1986 : 3 Hours Past Midnight
- 1992 : Plays Misty
- 1994 : Bow Wow

### Album live
- 1999 : Live in Panama City October 1990

### Singles
Avec classements dans les charts américains entre parenthèses
- 1962 : Cuttin' In (#6 R&B Sides)
- 1967 : Mercy, Mercy, Mercy (#96 Hot 100, #23 R&B Singles)
- 1968 : Nobody (#40 R&B Singles)
- 1973 : Like I'm Not Your Man / You Bring Love
- 1975 : It's Too Late / Tripping
- 1976 : I Don't Want To Be A Lone Ranger / You Can Stay But The Noise Must Go (#99 Hot 100, #28 Soul Singles)
- 1976 : I Need It / Since I Met You Baby (#40 Soul Singles)
- 1976 : Superman Lover / We're No Exception (#19 Soul Singles)
- 1977 : A Real Mother For Ya / Nothing Left To Be Desired (#41 Hot 100, #5 Soul Singles)
- 1977 : It's A Damn Shame / Love That Will Not Die
- 1977 : The Real Deal / Tarzan
- 1977 : Lover Jones / Tarzan (#34 Soul Singles)
- 1978 : Gangster Of Love / You Can Stay But The Noise Must Go (#32 Soul Singles)
- 1978 : Master Funk / The Institute
- 1978 : Miss Frisco (Queen Of The Disco) / Tu Jours Amour
- 1979 : What The Hell Is This ? / Can You Handle It
- 1980 : Booty Ooty / Jet Plane
- 1980 : Lone Ranger / Telephone Bill
- 1980 : Love Jones / Asante Sana (#28 Soul Singles)
- 1981 : Ain't Movin / Come And Dance With Me
- 1981 : I Miss Your Kiss / First Timothy Six
- 1982 : The Planet Funk / First Timothy Six
- 1984 : Strike On Computers (vocal/instrumental)
- 1994 : Bow Wow
- 1995 : Hook Me Up